# Gabriele Paleotti
Gabriele Paleotti (ur. 4 października 1522 w Bolonii, zm. 23 lipca 1597 w Rzymie) – włoski kardynał.

## Życiorys
Urodził się 4 października 1522 roku w Bolonii, jako syn Alessandra Paleottiego i Gentile della Volpe. Studiował na Uniwersytecie Bolońskim, gdzie uzyskał doktorat utroque iure. Następnie został wykładowcą na macierzystej uczelni oraz audytorem Roty Rzymskiej. 12 marca 1565 roku został kreowany kardynałem diakonem i otrzymał diakonię Santi Nereo ed Achilleo. 30 stycznia 1566 roku został wybrany biskupem Bolonii oraz podniesiony do rangi kardynała prezbitera, otrzymując kościół tytularny Santi Giovanni e Paolo. 9 lutego przyjął święcenia kapłańskie a dzień później – sakrę. W 1582 roku diecezja została podniesiona do rangi archidiecezji, a Paelotti stał się arcybiskupem. 8 listopada 1589 roku został podniesiony do rangi kardynała biskupa i otrzymał diecezję suburbikarną Albano. Zmarł 23 lipca 1597 roku w Rzymie.

## Twórczość
- De nothis spuriisque filiis liber (1573)
- Discorso intorno alle imagini sacre et profane
- Episcopale Bononiensis civitatis, et diocesis (1580)
- Archiepiscopale Bononiense sive de Bononiensis ecclesiae Administratione (1594)
- Консультационный автобус De Sacri Consistorii (1594)
- De bono senectutis (1595)